# جانگپیئونگ-دونگ
جانگپیئونگ-دونگ (به لاتین: Jangpyeong-dong) یک منطقهٔ مسکونی در کره جنوبی است که در Geoje city, Gyeongsangnamdo واقع شده‌است. جانگپیئونگ-دونگ ۵۰ متر بالاتر از سطح دریا واقع شده‌است.